# Voice of A&G Digital 超ラジ!
『Voice of A&G Digital 超ラジ!』（ボイスオブエーアンドジーデジタル ちょうラジ）は、デジタルラジオ推進協会が放送し文化放送が制作するデジタルラジオサービス超!A&G+で放送されていたアニラジの帯番組である。
当項目では『Voice of A&G Digital 超ラジ!Rookie』（ボイスオブエーアンドジーデジタル ちょうラジルーキー）についても扱う。

## 概要
文化放送とNACK5の制作する地上デジタルラジオ放送局 DigiQ+N 93 が2007年4月2日よりUNIQue the RADIOというサービス名で展開するのに先駆けて2007年3月12日からアニラジ専門の枠が発足し、「超ラジ!」の放送が開始された。最初に放送されたのは「Voice of A&G Digital 井澤詩織の超ラジ!Rookie」。なお、これはDigiQ+N 93の頃から既にA&Gゾーンの番組は放送されていたため、地上波デジタルラジオ初のA&Gゾーンの番組というわけではない。
2007年9月3日よりアニメ・声優・ゲーム関連番組を専門に扱う文化放送制作の超!A&G+というチャンネルが開局し、インターネットでの放送も開始されたのに伴い、「超ラジ!」もこちらのチャンネルに移動となった。
2007年7月2日より佐藤製薬がスポンサーとして加わりユンケルのラジオCMを流していたが、超!A&G+への移行と共に同社のスポンサーもCMも無くなった。
2008年4月7日からは放送時間を1時間遅らせるとともに「超ラジ!Rookie」を「超ラジ!Girls」に改変した。
2009年4月6日からは放送時間を更に1時間遅らせた。
2010年10月1日の放送分をもって、「超ラジ!Girls」を含めた、「Voice of A&G Digital 超ラジ!」が終了した。10月4日からは、18時30分からの収録帯番組「A&G NEXT GENERATION Lady Go!!」（2011年より1時間繰り上げ、生放送に変更）、19時からの2時間ワイド「A&G ARTIST ZONE 2h」が放送開始。
2022年9月26日、超!A&G+の開局15周年を記念して当番組の復活版となる「超ラジR」が2023年3月までの期間限定番組として放送開始した。

## 放送時間
2007年03月 - 2007年12月
16:00 - 17:00 『Voice of A&G Digital 超ラジ!Rookie』
17:30 - 19:00 『Voice of A&G Digital 超ラジ!』
2008年01月 - 2008年04月
16:00 - 17:00 『Voice of A&G Digital 超ラジ!Rookie』（火曜以外）
16:00 - 17:00 『Voice of A&G Digital 超ラジ!NEXT』（火曜）
17:30 - 19:00 『Voice of A&G Digital 超ラジ!』
2008年04月 - 2009年04月
17:00 - 18:00 『Voice of A&G Digital 超ラジ!Girls』
18:30 - 20:00 『Voice of A&G Digital 超ラジ!』
2009年04月 - 2010年10月
18:00 - 19:00 『Voice of A&G Digital 超ラジ!Girls』
19:30 - 21:00 『Voice of A&G Digital 超ラジ!』
BBQR（文化放送ブロードバンドサイト）で超ラジ!の一部コーナーの再編集を配信していた。2008年12月26日と12月29日から2009年元日まで、2009年12月28日から2010年元日までは配信を休止していた。

## 番組一覧
| 番組                             | パーソナリティ | 曜日      | 開始時刻          | 時間 | 第1回          | 最終回         | 回数 |
| -------------------------------- | -------------- | --------- | ----------------- | ---- | -------------- | -------------- | ---- |
| 井澤詩織の超ラジ!Rookie          | 井澤詩織       | 月曜日    | 16:00             | 1:00 | 2007年03月12日 | 2007年09月24日 | 029  |
| 吉成由貴の超ラジ!Rookie          | 吉成由貴       | 月曜日    | 16:00             | 1:00 | 2007年10月01日 | 2008年03月31日 | 026  |
| 坂祥美の超ラジ!Rookie            | 坂祥美         | 火曜日    | 16:00             | 1:00 | 2007年03月13日 | 2007年09月25日 | 029  |
| 中村みなの超ラジ!Rookie          | 中村みな       | 水曜日    | 16:00             | 1:00 | 2007年03月14日 | 2007年09月26日 | 029  |
| 山岸愛梨の超ラジ!Rookie          | 山岸愛梨       | 水曜日    | 16:00             | 1:00 | 2007年10月03日 | 2008年04月02日 | 027  |
| 吉田沙織の超ラジ!Rookie          | 吉田沙織       | 木曜日    | 16:00             | 1:00 | 2007年03月15日 | 2007年09月27日 | 029  |
| 上村彩子の超ラジ!Rookie          | 上村彩子       | 木曜日    | 16:00             | 1:00 | 2007年10月04日 | 2008年04月03日 | 027  |
| 五島貴史の超ラジ!Rookie          | 五島貴史       | 金→火曜日 | 16:00             | 1:00 | 2007年03月16日 | 2007年12月25日 | 042  |
| 吉岡さくらの超ラジ!Rookie        | 吉岡さくら     | 金曜日    | 16:00             | 1:00 | 2007年10月05日 | 2008年04月04日 | 027  |
| Voice of A&G Digital 超ラジ!NEXT | 交替+戸塚利絵  | 火曜日    | 16:00             | 1:00 | 2008年01月08日 | 2008年04月01日 | 014  |
| 豊崎愛生の超ラジ!Girls           | 豊崎愛生       | 月曜日    | 17:00             | 1:00 | 2008年04月07日 | 2008年09月29日 | 026  |
| 下田麻美の超ラジ!Girls           | 下田麻美       | 月曜日    | 17:00→18:00       | 1:00 | 2008年10月06日 | 2010年09月27日 | 104  |
| 伊藤かな恵の超ラジ!Girls         | 伊藤かな恵     | 火曜日    | 17:00→18:00       | 1:00 | 2008年04月08日 | 2010年09月28日 | 130  |
| 三瓶由布子の超ラジ!Girls         | 三瓶由布子     | 水曜日    | 17:00→18:00       | 1:00 | 2008年04月09日 | 2010年09月29日 | 130  |
| 明坂聡美の超ラジ!Girls           | 明坂聡美       | 木曜日    | 17:00→18:00       | 1:00 | 2008年04月10日 | 2010年09月30日 | 130  |
| 井口裕香の超ラジ!Girls           | 井口裕香       | 金曜日    | 17:00→18:00       | 1:00 | 2008年04月11日 | 2010年10月01日 | 130  |
| 喜多村英梨の超ラジ!              | 喜多村英梨     | 月曜日    | 17:30→18:30→19:30 | 1:30 | 2007年03月12日 | 2010年09月27日 | 186  |
| 柿原徹也の超ラジ!                | 柿原徹也       | 火曜日    | 17:30             | 1:30 | 2007年03月13日 | 2007年09月25日 | 029  |
| 吉野裕行の超ラジ!                | 吉野裕行       | 火曜日    | 17:30→18:30→19:30 | 1:30 | 2007年10月02日 | 2010年09月28日 | 156  |
| 飯塚雅弓の超ラジ!                | 飯塚雅弓       | 水曜日    | 17:30→18:30       | 1:30 | 2007年03月14日 | 2009年04月01日 | 108  |
| 後藤邑子の超ラジ!                | 後藤邑子       | 水曜日    | 19:30             | 1:30 | 2009年04月08日 | 2009年09月30日 | 026  |
| 広橋涼の超ラジ!                  | 広橋涼         | 水曜日    | 19:30             | 1:30 | 2009年10月07日 | 2010年09月29日 | 052  |
| 鈴木久美子の超ラジ!              | 鈴木久美子     | 木曜日    | 17:30             | 1:30 | 2007年03月15日 | 2008年04月03日 | 056  |
| 岩田光央の超ラジ!                | 岩田光央       | 木曜日    | 18:30→19:30       | 1:30 | 2008年04月10日 | 2010年09月30日 | 130  |
| 鷲崎健の超ラジ!                  | 鷲崎健         | 金曜日    | 17:30→18:30→19:30 | 1:30 | 2007年03月16日 | 2010年10月01日 | 186  |

## 共通の内容

### テーマソング
超ラジ!と超ラジ!Girlsでは、飯塚雅弓が作詞、鷲崎健が作曲、その2人によって歌われた「message」が番組のオープニングテーマ曲になっていた。同様に2人がそれぞれ作詞・作曲して飯塚雅弓が歌った「恋のmelody」がエンディングテーマ曲となっていた。
ただし、超ラジ!の放送当初は飯塚・鷲崎の担当曜日以外の日は「message」のインストバージョン（ワンコーラスだけ）を流していたこともあった。また、エンディングも「恋のmelody」ではなく、各曜日ごとのエンディングが流れていた（例えば『喜多村英梨の超ラジ!』ではゲームミュージック）。全ての曜日がこの2曲に統一されたのは、2007年7月2日生放送分からである。また、超ラジ!Rookieや超ラジ!AMをはじめとする超ラジ!の宣伝番組でもこの2曲が使用された。
飯塚雅弓の番組卒業に伴い、2009年4月6日放送分よりインストバージョンに切り替えられた。
さらに後述に書かれている超ラジ!Girlsでオリジナルの番組テーマ曲を作ることになり、2009年10月5日以降は超ラジ!のみしか流れなくなった。（月曜日について2009年4月以降ごくまれにしかエンディングテーマはかかっていない。月曜日の場合はリスナーからのリクエスト曲や番組のラストナンバーが番組エンディングになるため。）

### 挨拶
番組用の挨拶は「ちょら〜っす」、別れの挨拶は「ちょらば〜い」である。しかし、各パーソナリティは、途中から独自の挨拶を使用していた。喜多村英梨は「おつえり〜」「おつあ〜り〜ういんぐ〜」および「またね。」もしくは「つばさらば〜い」（事務所移籍以前は「おつカレイドスコープ」）、吉野裕行は「こんつぁ〜」、岩田光央は「お〜っす」、鷲崎健は「ちょらすぱっぷ〜」、後藤邑子は「ちょり〜っす」、広橋涼は「おばんでございます」。「Voice of A&G Digital 超ラジ!Rookie」でも同様で、井澤詩織は「ハッピ〜」、吉田沙織は「ちょらら〜っす」、吉成由貴は「おはよしなり〜」。そのため、2009年4月以降「ちょら〜っす」を使用している超ラジ!パーソナリティはおらず、「超ラジ!Girls」を含めても火曜日の伊藤かな恵や水曜日の三瓶由布子の2人だけになっていた。さらに「ちょらば〜い」に関しては、2009年4月以降「超ラジ!」・「超ラジ!Girls」のどのパーソナリティーも使用していないため、死語と化していた。なお、過去では飯塚雅弓のみが使用。

### 曜日横断企画
- 超ラジ!では各曜日共通のコーナーとして、前の日から次の日（金曜日が前の日の場合は次の日は翌週月曜日）へのリレーメッセージ・「超ラジ!リレーメッセージ」を行っていた。これは主に前の日のパーソナリティーの質問に対して次の日のパーソナリティーがそれに答えるという形式をとっていた。なお、2007年12月31日・2008年1月1日・2008年1月4日の3回と、2008年12月29日から2009年1月2日までの各放送分は事前収録の録音のため、リレーメッセージは休止となっていた。しかし、番組スタート以来年末年始を除き毎日続いてきたこのコーナーは、飯塚雅弓の番組卒業に伴い、2009年4月3日で終了となった。
- 2007年7月30日から8月3日までの「超ラジ!Rookie」はシャッフルウィークとしてパーソナリティーが次の日（金曜日のパーソナリティーは月曜日）に登場した。

### 選曲
番組内の選曲は、パーソナリティーやスタッフによる選曲やリスナーからのリクエストなど各曜日によって異なるが、その中の1曲は「超ラジ!DreamPush!」として週替わりのヘヴィー・ローテーションで放送されていた。「超ラジ!DreamPush!」は、放送中近辺に発売されるアニメ・ゲーム・声優関連楽曲（文化放送で放送中のA&G番組関連楽曲を含む）が選曲されていた。週替わり選曲となっているが、同じ週替わり選曲の文化放送「A&G DreamPush!」とは放送される楽曲が異なる場合がある。また、類似のヘヴィー・ローテーション「超ラジ!超Push!」が不定期で放送されることがある。「超ラジ!Push!」は「超ラジ!Girls」でも放送されている。

## イベント
2007年5月4日
文化放送のイベント「文化放送サテライトプラスLIVE!」の第2部で、番組のオープニングテーマ曲「message」のCD発売記念ミニライブが行われた。この時、五島貴史が前説として登場し、イベント終了後にはウクレレライブを敢行した。五島自身が作曲したウクレレの楽曲「メイド・サマー」を披露。15枚限定でCDを販売した（完売）。
2007年9月1日
超!A&G+の開局を記念して、「超ラジ!フェスティバル」というイベントを行った。超ラジ!Rookieフェスティバルという番組を井澤詩織と吉田沙織、坂祥美と中村みな、五島貴史&鈴木久美子の3組で公開収録したほか、超ラジ!AMの公開録音やルーキー縁日などのイベントを行った。
2007年11月3日、4日
文化放送の主催イベント『浜松町グリーン・サウンドFESTA』で『超ラジ!収穫祭』が行われた。
3日は『吉野裕行の超ラジ・スペシャル!』の公開録音とルーキー2期・上村彩子と吉岡さくらによるミニイベント、4日は『飯塚雅弓の超ラジ・スペシャル!』の公開録音とルーキー2期・吉成由貴&山岸愛梨によるミニイベントを行った。両日とも鈴木久美子と五島貴史が司会を務めた。
2008年3月1日
幕張メッセで開催された『第8回JAPANドラッグストアショー』にて『飯塚雅弓・鷲崎健の超ラジ!DS』の公開録音が行われ、ルーキー2期が全員ゲストとして出演した。
2008年3月29日・30日
東京国際アニメフェア2008公式特番『東京国際アニメフェア2008 超!ステーション』内で、29日には「喜多村英梨・吉野裕行の超ラジ!」、30日には、「岩田光央の超ラジ! 公開ランスルー!?」「飯塚雅弓・鷲崎健の超ラジ!AF」「超ラジ!Girls 初公開・生放送スペシャル!」「超ラジ!Rookie 解散式」といった関連番組が放送された。
「超ラジ!Girls 初公開・生放送スペシャル!」では、「超ラジ!Girls」のパーソナリティー5人がファンの前にお披露目となった（司会は飯塚雅弓が担当）。
「岩田光央の超ラジ! 公開ランスルー!?」では、岩田光央が放送開始を前に「岩田光央の超ラジ!」のコンセプトを語った。
超ラジ!Rookieの放送終了に先立ち行われた「超ラジ!Rookie 解散式」（司会は戸塚利絵が担当）では、ルーキー2期に加えルーキー1期も参加し、それぞれがユニット（1期メンバーによる『*MARCH*』、2期メンバーによる『SAY-U』）を組んで解散記念の曲を披露した。この曲は後に、「GRATITUDE〜超ラジ!Rookie Memorial Songs〜」と言うミニアルバムCDに収録された（五島の曲「メイド・サマー」も収録されている）。
2008年8月11日 - 15日
『超ラジ!』と『超ラジ!Girls』のリスナー大感謝祭として、『超A&G+ 夏の感謝祭ウイーク』が開催され、文化放送1階のサテライトスタジオ・「サテライトプラス」から各曜日の出演者がそれぞれ公開生放送を行なった。
2008年9月30日
東京湾クルージング船・ヴァンテアン号で「超ラジ!プレゼンツ『飯塚雅弓・岩田光央 トーク&ライブ クルーズ』」が開催され、飯塚雅弓と岩田光央によるスペシャルトーク&ライブが行われた。「サンセットクルーズ」・「ディナークルーズ」の2コース合計180人が参加した。
2008年11月2日・3日
『浜松町グリーン・サウンドフェスタ-浜祭-』にて「超!A&G+生スペシャル」の特別番組を生放送した。
2日は「地デジファミリー大集合」を17:00 - 18:00（イベントは引き続き19:00まで行われた。）文化放送1階のサテライトプラスの特設ステージで行なわれ、『超ラジ!Girls』、『森永理科のアウトローラジオ』、『プラス+プラス』、『水沢史絵の他人の家の犬』、『A&G GAME MASTER GT-R』の各番組が、超!A&G+のデジタルラジオ推奨看板番組の座をかけたゲームバトルを繰り広げた。「超ラジ!Girls」からは、水曜担当の三瓶由布子を除く各曜日のパーソナリティが参加した。
3日は、「超ラジ!感謝祭」を15:00 - 16:00に、文化放送12階の「メディアプラスホール」にて約200人の参加者を集めて行なわれた。出演は、火曜超ラジ!2代目の吉野裕行を除く各曜日の超ラジ!パーソナリティが集結した。超ラジ!パーソナリティが集結するのは、2007年9月1日に行われた超ラジ!AMの公開録音以来2度目となった。
2009年3月20日・21日
『東京国際アニメフェア2009』にて『東京国際アニメフェア2009 超!ステーション スペシャル』が生放送され、昨年同様に超ラジ!の関連番組を放送されていた。
20日のステージは4月1日放送をもって最終回になった『飯塚雅弓の超ラジ!』に代わり、新たに『後藤邑子の超ラジ!』が放送されることが発表された。なお、番組のコーナーを決めるため、超ラジ!Girlsの水曜日担当の三瓶由布子が応援ゲストで会場に駆けつけた（司会は戸塚利絵が担当）。
21日のステージは『超ラジ!Girls』の番組1周年を記念したイベントが行なわれ、月曜担当の下田麻美と水曜担当の三瓶由布子を除く各曜日のパーソナリティが出演した（司会進行は金曜担当の井口裕香が担当した）。
さらに文化放送ブースのイベントステージの大トリで『超ラジ!Rookieステージ』が行なわれて、1期の中村・坂と2期の山岸・吉岡の4人でトーク&ミニライブを披露していた。
2009年8月10日 - 8月14日
2008年と同様に文化放送サテライトプラスからの公開生放送を行った。
この中で、超ラジ!Girlsで新たに番組テーマソングを制作することが発表された。のち2009年10月5日以降、オープニングテーマが「7ブンノ5デイズ」に、エンディングテーマが「メジルシは君さ」に変更された。
2010年5月14日
「鷲崎健の超ラジ!」は文化放送サテライトプラスからの公開生放送を行なった。
2010年9月20日 - 24日
2010年も昨年・一昨年と同様に文化放送サテライトプラスからの公開生放送を行なう予定で根回し準備をしていたが、それよりも「真夏のA&G同窓会」（8月8日渋谷C.C.Lemonホールにて開催したイベント）やコミックマーケット78の文化放送ブース出展の方が集客力が高く、広いスペースで開催できるなどを理由に2010年夏の公開生放送は見送られた。
しかし、2010年9月27日 - 10月1日の各曜日放送分をもって各番組の放送が終了することを受けて、2010年9月20日 - 24日の5日間文化放送サテライトプラスからの公開生放送を行なうことになった。

## 特番による休止
2009年10月18日
「喜多村英梨の超ラジ!」、「広橋涼の超ラジ!」リピート放送分は、特別番組「超ラジ!Girlsスペシャル in JAM 2009」のため休止。
2010年3月26・27日
「超ラジ!」リピート放送分は、特別番組「東京国際アニメフェア2010 超!ステーションスペシャル」のため休止。
2010年8月1日
「喜多村英梨の超ラジ!」、「広橋涼の超ラジ!」、「鷲崎健の超ラジ!」リピート放送分は、特別番組「創立30周年記念〜8月1日は81プロデュースの日!」のため休止

## Active Span System
超ラジ!Rookieは、リスナーが番組パーソナリティーに投票して得られた票数に応じてパーソナリティーになっている期間が決定される「Active Span System（ASS制度）」を導入したが、2007年9月をもって廃止した。2007年6月に超ラジ!Rookieのパーソナリティーを一般から公募し、2007年10月からの第2期として起用された。なお、第1期のパーソナリティーおよび多くの超ラジ!スタッフはA&Gアカデミーの在籍者や、過去の文化放送のアニラジでアシスタントを勤めていた者が多い（第1期月曜担当の井澤と第2期金曜担当の吉岡は『明・めぐみのドリーム・ドリーム・パーティ』出身。第1期金曜担当で第2期火曜担当の五島は『純子と涼のアシタヘストライク!』出身）。

## GOLD SUPPORTERS
リスナーから Voice of A&G Digital のファンクラブ的な意味合いを持つ GOLD SUPPORTERS を募集していた。番組が聞ける人で月1 - 2回アンケートに答えることが入会条件。メンバーズカード配布やノベルティ進呈や限定イベントへの参加や生放送のスタジオへの招待などの特典があった。なお、2007年7月23日から7月27日までの超ラジ!にGOLD SUPPORTERSのメンバーが抽選で招待された。
GOLD SUPPORTERS へ送られる会員カードの表記が「GOLD SUPORTERS」となっているが、これについては「『超ラジ語』であって英語ではない」という弁明がなされていた。

## 関連番組
文化放送は、地上波デジタルラジオ放送の実用化試験放送期間中、その普及に取り組んだ。このために、以下の関連番組を製作・放送した。

### 超ラジ!の関連番組
- Voice of A&G 超ラジ!AM - 文化放送で放送された「Voice of A&G Digital 超ラジ!」の宣伝番組。飯塚雅弓と鷲崎健がパーソナリティーを務めた。
- 喜多村英梨の超ラジ!+ - 「超ラジ!AM」の後を引き継いで、文化放送で放送された「Voice of A&G Digital 超ラジ!」の宣伝番組。アニスパ!内のコーナー番組扱いで放送されたが、内容は「喜多村英梨の超ラジ!」の出張版であった。

### 超ラジ!Girlsの関連番組
文化放送で放送された「Voice of A&G Digital 超ラジ!Girls」の宣伝番組。アニスパ!内のコーナー番組扱いで放送された。詳しくは「Voice of A&G Digital 超ラジ!Girls#『アニスパ』コーナー」を参照。